# Jean-François Cros
Jean-François Cros est un scénariste, auteur et acteur né à Annecy le 12 mars 1976.

## Théâtre
- 2022 : Le Fantasme, de Jean-François Cros, mise en scène de Jean-Luc Moreau, Comédie des Champs-Élysées.
- 2013 / 2014 : Hier est un autre jour ! de Jean-François Cros et Sylvain Meyniac, mise en scène d'Éric Civanyan, Théâtre des Bouffes Parisiens.
- 2009 : Période des transferts d'Éric Daries et Jérôme Maufras, mise en scène d'Éric Daries
- 2006 : La Double Inconstance de Marivaux, mise en scène de Jean-Pierre Gonin
- 2006 : Où veux-tu fuir ? de Arnaud Magois, mise en scène de Thomas Gaillard
- 2005 : Dom Juan de Molière, mise en scène d'Emmanuel Georges
- 2002 : Des éclats, adaptation libre de pièces de Tchekhov, mise en scène de Jacques Hadjaje
- 2001 : Longtemps nous nous sommes réveillés avec un mal de crâne d'Alberto Lombardo, mise en scène d'Alberto Lombardo

## Filmographie
- 2007 : Plus belle la vie (TV)
- 2006 : Aller-retour dans la journée (TV) de Pierre Sisser
- 2005 : Femmes de loi (TV) de Denis Amar
- 2005 : La Tête haute (TV) de Gérard Jourd'hui
- 2004 : De particulier à particulier de Brice Cauvin
- 2004 : L'École de Cédric Debrun
- 2003 : Dirty, court-métrage de Samuel Raharison

Émission de télévision
- Depuis 2012 : En famille (série)
- 2012 : Le Jour où tout a basculé

## Doublage

### Cinéma

#### Films
- Joe Anderson dans :
  - Twilight, chapitre IV : Révélation, 1re partie (2011) : Alistair
  - Twilight, chapitre IV : Révélation, 2e partie (2012) : Alistair

- Brian Presley (en) dans :
  - Complot à la Maison-Blanche (2006) : Billy Bergoon
  - Once Fallen (2010) : Chance

- 1975[1] : Les Dents de la mer : Cassidy (Jonathan Filley)
- 2004 : Eurotrip : Scott Thomas (Scott Mechlowicz)
- 2005 : Un plan béton : Timmy (Nicolas Wright)
- 2005 : Hooligans : Ike (Kieran Bew)
- 2005 : Shackles : Page (Page Kennedy)
- 2006 : Black Book : Joop (Matthias Schoenaerts)
- 2006 : Des serpents dans l'avion : Chen Leong (Terry Chen)
- 2007 : December Boys : Fearless (Sullivan Stapleton)
- 2007 : Capturing Mary (en) : Zach (Michael Byers)
- 2007 : Normal Adolescent Behavior : Robert (Stephen Colletti)
- 2007 : Feel the Noise : Nodde (Charles Duckworth)
- 2008 : Suffer Island : Dany (Christopher Jacot (en))
- 2008 : John Rambo : En-Joo (Tim Kang)
- 2009 : À l'âge d'Ellen : Karl (Stefan Stern)
- 2011 : J. Edgar : l'agent Stokes (Josh Stamberg)
- 2014 : Alexandre et sa journée épouvantablement terrible et affreuse : le pharmacien (Dennison Samaroo)
- 2014 : Sretch : l'agent Huback (Ryan O'Nan)
- 2015 : Loin de la foule déchaînée : sergent Doggett (Sam Phillips)
- 2016 : Les Stars de la toile (en) : Barry (Richardson Jones)
- 2018 : Father of the Year : Mardy (Nat Faxon)
- 2020 : Black Beauty : le marchand de chevaux (Grant Ross)
- 2021 : The Power of the Dog : Bobby (Cohen Holloway)

### Télévision

#### Téléfilms
- 2001 : Hysteria: The Def Leppard Story : Rick Savage (Adam MacDonald)
- 2008 : Glitch : Jason (Steve Byers)
- 2008 : Génération perdue 2 : Shane (Angus Sutherland)
- 2009 : Romance millésimée : Christopher  (David Andriole)
- 2010 : Le Costume du Père Noël : Darren Poon (Paul Haywood)
- 2010 : Witchville (en) : Jason (Ed Speleers)
- 2011 : Contagious - Panique à Rock Island : Zed (Eli Kent)
- 2012 : Karyn l'obstinée : Gavin McNaab (Ross McCall)
- 2012 : Catastrophe en plein ciel : Gus (Chris Prinzo)
- 2012 : Arachnoquake : Charlie (Edward Furlong)
- 2013 : Dead in Tombstone : Snake (Edward Akrout)
- 2014 : La vie secrète d'une mère célibataire : Graham (Jeff Roop)
- 2019 : Le danger vient de la famille : Whit (Nick Ballard)
- 2021 : Terreur sur le lac : Derek (Samual Charles)

#### Séries télévisées
- Jackson Hurst dans (7 séries) :
  - Drop Dead Diva (2009-2014) : Grayson Kent (77 épisodes)
  - NCIS : Enquêtes spéciales (2010) : Zach Nelson (saison 8, épisode 5)
  - Scandal (2012) : Jacob Shaw (saison 2, épisode 1)
  - Grey's Anatomy (2015) : Thomas Archibald (saison 11, épisode 19)
  - The Catch (2016) : Mario Visconti (saison 1, épisode 1)
  - NCIS : Los Angeles (2016-2017) : Corbin Duggan (4 épisodes)
  - 9-1-1 (2018) : Dan (saison 1, épisode 8)

- Peter James Smith dans (5 séries) : 
  - À la Maison-Blanche (1999-2006) : Ed (46 épisodes)
  - Life (2009) : le technicien informatique (saison 2, épisode 16)
  - Castle (2013) : l'agent Richmond (saison 6, épisodes 1 et 2)
  - Notorious (2016) : le juge Stroll (épisode 5)
  - Grey's Anatomy : Station 19 (2018) : Vince (saison 2, épisode 3)

- Christopher Gorham dans (4 séries) :
  - Covert Affairs (2010-2014) : August « Auggie » Anderson (75 épisodes)
  - Hot in Cleveland (2012) : Casey (saison 3, épisode 13)
  - Major Crimes (2016) : Dax Pirig (saison 5, épisode 5)
  - Insatiable (2018-2019) : Bob Barnard (22 épisodes)

- Dave Baez dans :
  - Las Vegas (2005) : Bobby (saison 3, épisodes 5 et 6)
  - Dexter (2007) : Gabriel (5 épisodes)
  - Legion (2018) : Isaac (saison 2, épisode 4)

- Sean Wing (en) dans : 
  - Beautiful People (2006) : Chris Prichett (8 épisodes)
  - South of Nowhere (2007-2008) : Ethan Marks (5 épisodes)
  - 90210 Beverly Hills : Nouvelle Génération (2011-2012) : Nick (5 épisodes)

- Steve Byers dans :
  - Falcon Beach (2006-2007) : Jason Tanner (26 épisodes)
  - Smallville (2010-2011) : Desaad (3 épisodes)
  - Supergirl (2018) : Tom (saison 4, épisodes 6 et 7)

- Michael Landes dans :
  - Material Girl (2010) : Marco Keriliak (6 épisodes)
  - Reckless : La Loi de Charleston (2014) : Cole Benjamin (épisode 2)
  - Stalker (2015) : Abraham (épisode 16)

- Benjamín Benítez dans :
  - Les Experts : Miami (2006)  : Hector Ramirez (saison 4, épisode 13)
  - Life (2007) : Tito Juarez (saison 1, épisodes 1 et 6)

- Brian Hallisay dans :
  - Privileged (2008-2009) : Will Davis (18 épisodes)
  - Rizzoli & Isles (2011) : Chris Dunbar (saison 2, épisode 8)

- Walton Goggins dans : 
  - Esprits criminels (2009) : John Cooley (saison 4, épisode 17)
  - Les Derniers Jours de Ptolemy Grey (2022) : Dr Rubin (mini-série)

- J. D. Pardo dans : 
  - Revolution (2012-2014) : Jason Neville (40 épisodes)
  - The Messengers (2015) : Raul Garcia (13 épisodes)

- Nick Zano dans :
  - Legends of Tomorrow (2016-2022) : Nate Heywood (94 épisodes)
  - Chargés à bloc (depuis 2023) : Chad McKnight

- 2002-2003 : Dawson : David (Greg Rikaart)
- 2003-2014 : Les Experts : l'officier Andy Akers (Larry Sullivan) (41 épisodes)
- 2005 : Hex : La Malédiction : Malachi (Joseph Beattie)
- 2008 : Cashmere Mafia : ? ( ? )
- 2008-2012 : Gossip Girl : Andrew Tyler (Kevin Stapleton) (7 épisodes)
- 2009 : The Border : Richie Savard (James Gilbert)
- 2009-2010 : NCIS : Enquêtes spéciales : Malachi Ben-Gidon (TJ Ramini)
- 2009-2010 : The Protectors (en) : Jonas Goldschmidt (André Babikian)
- 2010 : Private Practice : Bob Yates (Greg Ainsworth)
- 2010 : Wallander : Enquêtes criminelles : Revera (Rafael Edholm)
- 2010 : Cold Case : Affaires classées : Tut (Rick Gonzalez)
- 2010 : Luther : Daniel Sugarman (Ross McCall)
- 2010-2011 : Pretty Little Liars : Ian Thomas (Ryan Merriman)
- 2010-2012 : Countdown : Jan Brenner (Sebastian Ströbel)
- 2011 : Rescue : Unité Spéciale : Cam Jackson (Todd Lasance)
- 2011 : Castle : Dale Landers (Joshua Dov)
- 2011 : Ange ou Démon : Natael (Manu Fullola)
- 2011 : Off the Map : Urgences au bout du monde : Roberto (Walter Pérez)
- 2011 : Londres, police judiciaire : Ricky Phelps (Mel Raido)
- 2011-2016 : Hell on Wheels : L'Enfer de l'Ouest : Mickey Mc Ginnes (Phil Burke)
- 2012 : Esprits criminels : Mike Acklin (Josh Stamberg)
- 2012 : The L.A. Complex : Cam (Kristopher Turner (en))
- 2012-2013 : Lilyhammer : Thomas Aune (Kyrre Haugen Sydness)
- 2012-2014 : Anger Management : Nolan (Derek Richardson)
- 2012-2014 : Being Human : Henry (Kyle Schmid)
- 2013 : Do No Harm : Josh Stern (Samm Levine)
- 2013-2014 : Retour à Cedar Cove : Seth Gunderson (Greyston Holt puis Corey Sevier)
- 2014-2015 : The Affair : Scotty Lockhart (Colin Donnell)
- 2015 : Girls : Scott (Jason Ritter)
- 2016 : Dead of Summer : Un été maudit : Damon Crowley (Andrew James West)
- 2016 : Jane the Virgin : Derek Ruvelle (Mat Vairo)
- 2016 : Roadies : Christopher House (Tanc Sade)
- 2016-2019 : Victoria : Albert de Saxe-Cobourg-Gotha (Tom Hughes)
- 2017 : You Are Wanted : Marc Wessling (Tom Beck)
- 2017-2023 : Workin' Moms : Nathan « Nate » Foster (Philip Sternberg) (67 épisodes)
- depuis 2021 : The Sex Lives of College Girls : Henry Murray (Rob Huebel)
- 2023 : Lawmen : L'Histoire de Bass Reeves : Charlie [Qui ?]
- 2024 : Parasyte: The Grey : ? (?)

#### Séries d'animation
- Batman et Mr. Freeze : Subzero : Goro
- Wakkiti Show : Wakkiti

### Jeux vidéo
- 2015 : The Witcher 3 : le général Morvran Voorhis
- 2017 : Call of Duty: Infinite Warfare : Nick Reyes
- 2017 : La Terre du Milieu : L'Ombre de la guerre : voix additionnelles
- 2018 : World of Warcraft: Battle for Azeroth : Derek Portvaillant
- 2020 : Assassin's Creed Valhalla : voix additionnelles
- 2022 : A Plague Tale: Requiem : soldats, esclaves et personnages divers
- 2022 : Gotham Knights : voix additionnelles
- 2023 : Marvel's Spider-Man 2 : Dr. Curt Connors
- 2023 : Final Fantasy XVI : ?

## Distinctions
- Molières 2014 : nomination pour la meilleure comédie pour Hier est un autre jour !